# Norrängskyrkan
Norrängskyrkan är en samarbetskyrka mellan Evangeliska fosterlandsstiftelsen och Lycksele församling i Luleå stift. Kyrkan ligger i samhället Lycksele omkring en halv kilometer öster om Umeälven.

## Kyrkobyggnaden
Kyrkan uppfördes 1986 och invigdes 12 oktober samma år. Kyrkan har en nord-sydlig orientering med ingång i söder.

## Inventarier
- En elorgel av tillverkaren Gem.

### Webbkällor
- Lycksele församling
- Norrängskyrkans Facebooksida